# Абанк
Абанк (до 2007 року Український кредитний банк) — український роздрібний банк, зареєстрований 30 жовтня 1992 року з головним офісом у місті Дніпро.
Головними співвласниками А-Банку, станом на грудень 2016, є брати Суркіси, Григорій та Ігор, та їхні доньки. У серпні 2015 року вони придбали 96.6 % акцій у власників ПриватБанку.

## Історія
Банк розпочав свою діяльність 1992 року під назвою «Український кредитний банк» (УКБ) у місті Києві.
У грудні 2004 року керівника банку Юрія Ляха було знайдено мертвим у своєму кабінеті.
Після смерті керівника та за пильної уваги регулятора фінансові показники банка почали погіршуватися, що призвело до санації у 2007 році Приватбанком.
У другій половині 2007 року УКБ перейменовано в Акцент-банк. Головний офіс з Києва перенесено у м. Дніпро.
У листопаді 2013 року ПриватБанк заявив про продаж своєї частки Акцент-банку.

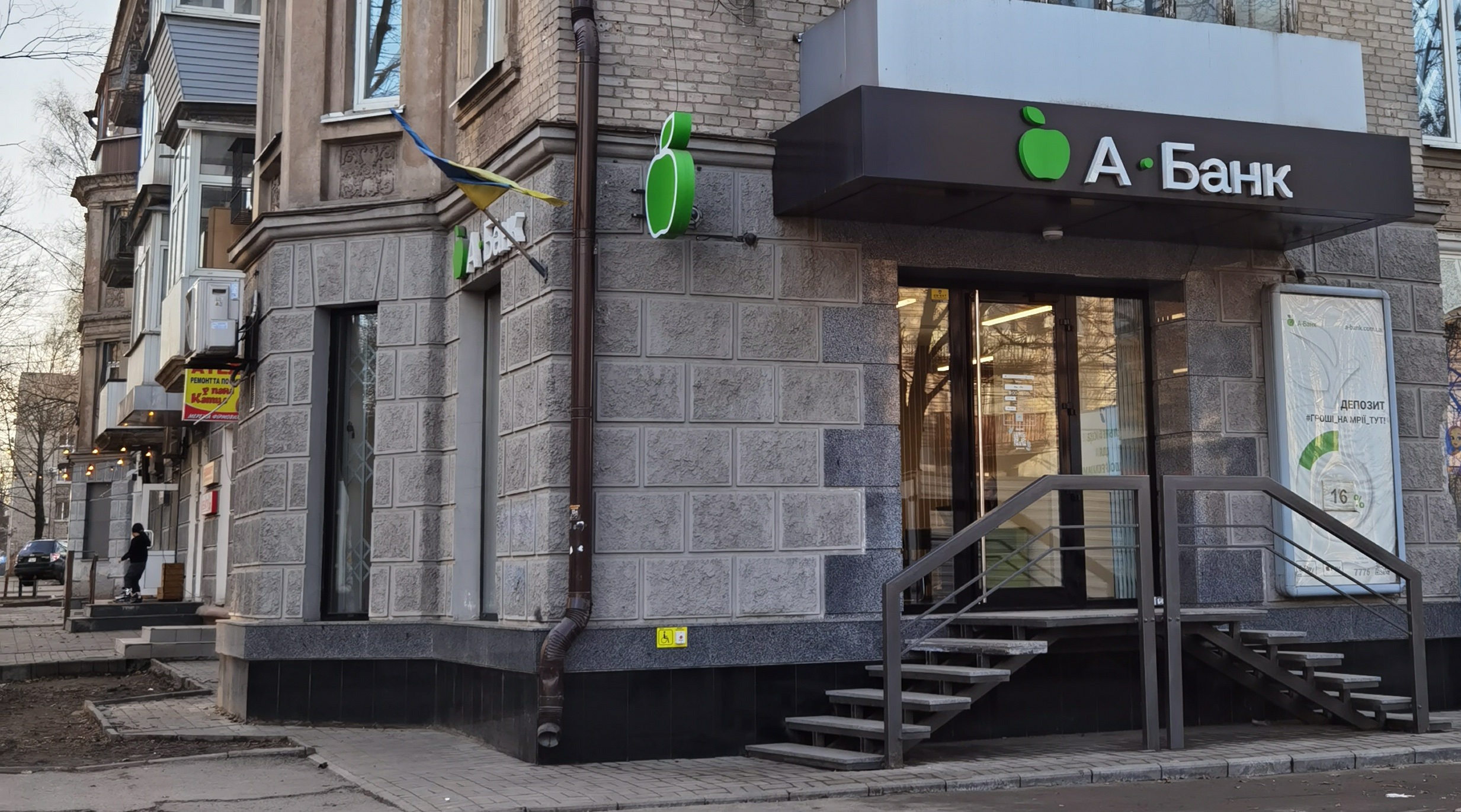
Відділення А-Банку

У кінці 2015 року Григорій Суркіс, його брат та їхні доньки викупили 96.6 % акцій у ПриватБанку.